# Hendrix (Mondkrater)
Hendrix ist ein Einschlagkrater auf der Mondrückseite.
Der Krater Hendrix liegt im Süden der erdabgewandten Seite, im Südwesten des Apollo Einschlagbeckens, südlich von White. Der nicht ganz 17 km im Durchmesser messende Krater hat einen zirka 180 m hohen Zentralberg.
Hendrix hat einen Nebenkrater:
| Buchstabe | Position           | Durchmesser | Link |
| --------- | ------------------ | ----------- | ---- |
| M         | 48,6° S, 159,51° W | 21 km       |      |

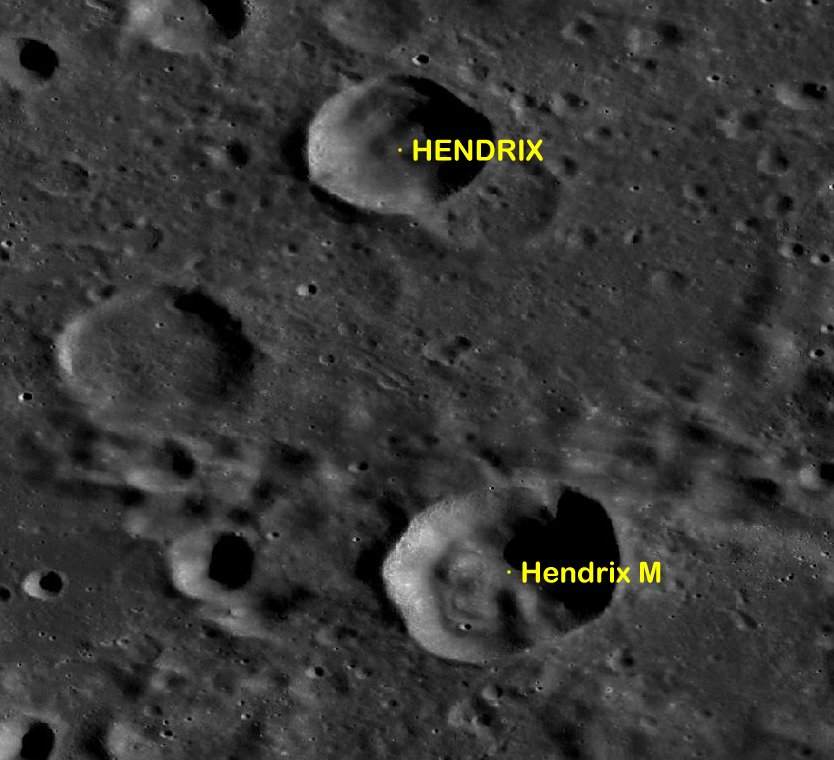
Hendrix mit seinem Nebenkrater

Der Krater wurde 1970 von der IAU offiziell nach dem US-amerikanischen Optiker Don Osgood Hendrix benannt.